# 刈寄山
刈寄山（かりよせやま）は、東京都あきる野市、奥多摩山域にある標高686.99mの山である。戸倉三山の一つ。日本山岳耐久レース奥多摩山域（71.5km）（通称ハセツネCUP）の登山コースである。

## 概要
- 広い山頂には売店はないがベンチが設置されており、東方向の眺望が開けており、風通しも良い。東京都の奥多摩山域の代表的な山の一つで、多摩百山に選ばれている。

## 登山

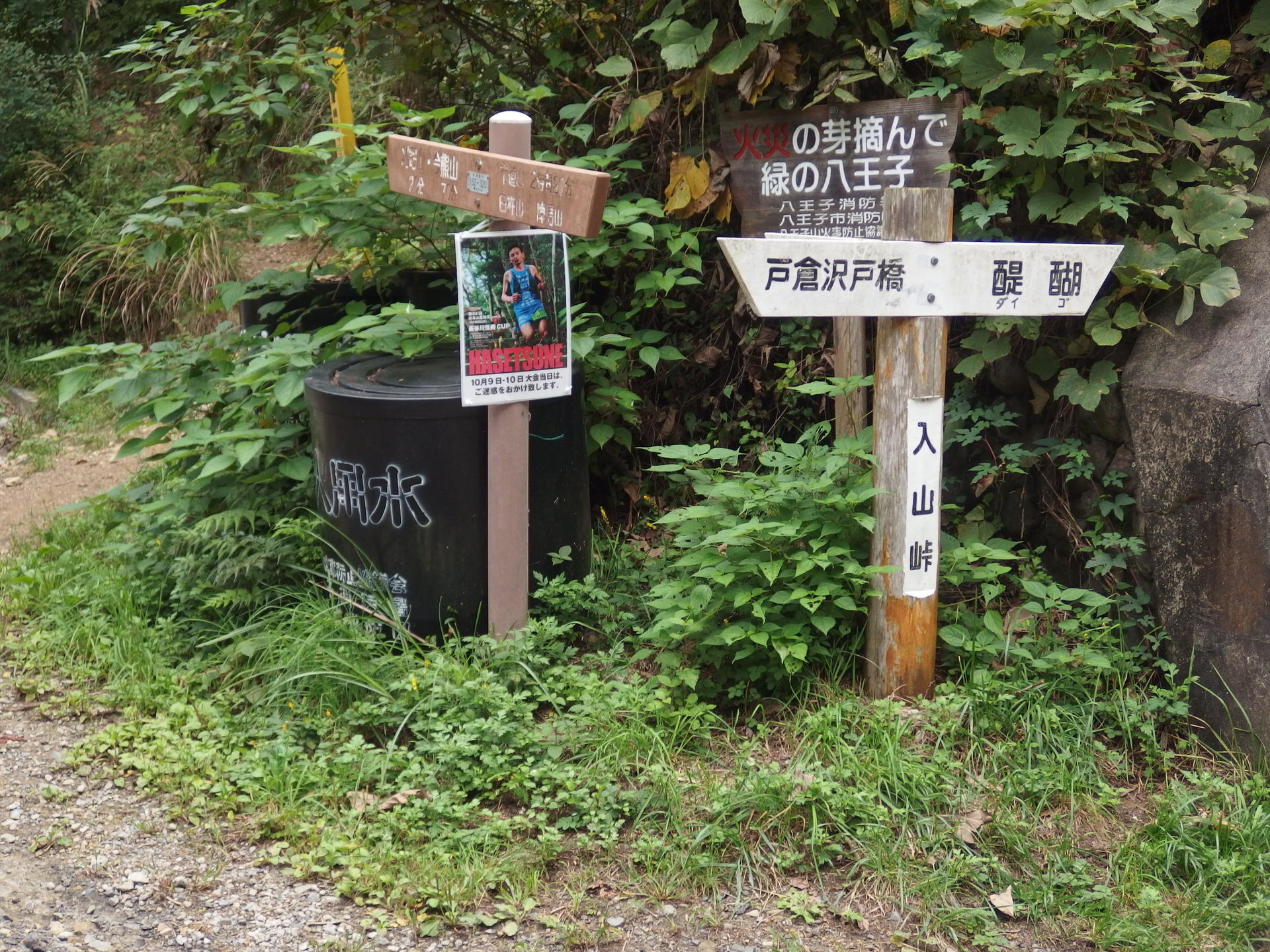
入山峠（八王子市、2016年9月）

- 今熊山より登り1時間35分、下り1時間10分[1]。
- 市道山より登り2時間40分、下り2時間45分[1]。（ハセツネCUPなどの大会で使用）。
- 「今熊山登山口」から今熊山[2]を経て、刈寄山。入山峠、市道山～醍醐丸を経て和田峠・陣馬山から「陣馬高原下」[3]に至る。
- 『八王子八峰登山大会』のルートは今熊バス停～今熊山～刈寄山～市道山～醍醐丸～陣馬山～景信山～城山～高尾山～高尾山口駅である。距離32.5km、所要時間10時間である[4]。

## アクセス
- 八王子駅北口か京王八王子駅から（西東京バス）「川口経由武蔵五日市駅」行バス[5]。「今熊山登山口」バス停から登り今熊山を経て1時間35分、下り1時間10分[1]。
- 駐車場あり。
  - 今熊山登山者のための駐車場[6]
  - 刈寄山登山者のための駐車場[7]

## 隣接する山
- 市道山（795.1m）
- 今熊山（505.7m）

## 周辺の山など
- 臼杵山（842.1m）
- 陣馬山（854.8m）
- 高尾山（599m）
- 和田峠（690m）
- 醍醐丸（867m）- 隣接する山

## 参照
1. 1 2 3  山と高原地図 23.奥多摩 2013 昭文社
2. ↑  “今熊山”.   八王子市. 2023年5月21日閲覧。
3. ↑  “陣馬高原下発高尾駅北口行バス時刻表”.   NAVITIME (2023年5月17日). 2023年5月27日閲覧。
4. ↑  “八王子八峰登山”.   高尾通信. 2023年5月21日閲覧。
5. ↑  “川口経由武蔵五日市駅行バス時刻表”.   NAVITIME (2023年5月21日). 2023年5月21日閲覧。
6. ↑  “今熊山”.   マイカー登山者のための駐車場情報. 2023年5月21日閲覧。
7. ↑  “刈寄山”.   マイカー登山者のための駐車場情報. 2023年5月21日閲覧。